# Ernest Edward Williams
Ernest Edward Williams (Easton, 7 januari 1914 - Pennsylvania, 1 september 1998) was een Amerikaans herpetoloog.

## Levensloop
Williams studeerde na zijn diensttijd tijdens de Tweede Wereldoorlog aan de Columbia-universiteit bij William King Gregory met promotie in 1950. Zijn proefschrift ging over de structuur van de nekwervel van schildpadden en conclusies daaruit voor hun evolutie. Daarna ging hij naar de Harvard-universiteit als assistent van Alfred Sherwood Romer, werd assistent-professor en in 1957 werd hij de opvolger van Arthur Loveridge als curator voor herpetologie bij het Museum of Comparative Zoology op Harvard. In 1970 kreeg hij een volledige leerstoel en in 1972 werd hij Alexander Agassiz professor voor zoölogie. In hetzelfde jaar werd hij gekozen tot de American Academy of Arts and Sciences. In 1984 ging hij met pensioen.
Zijn studie van de systematiek van schildpadden brachten hem tot de gevolgtrekking, dat de bestanden van het museum wel goed gestructureerd waren, echter onvoldoende geschikt voor systematische doeleinden. Tijdens zijn werkzaamheden als curator vermeerderde hij de bestanden tot meer dan 300.000 exemplaren tot het tijdpunt van zijn pensionering in 1980. In het bijzonder bestudeerde hij hagedissen uit het geslacht Anolis uit het Caribisch gebied en Centraal- en Zuid-Amerika, die Thomas Barbour reeds had verzameld voor het museum. Onder Williams werd de verzameling aanzienlijk uitgebreid, omdat hij aan de hand van deze voorbeelden studies wilde doorvoeren tot aan hun evolutie. Hij ontdekte dat ze zich onafhankelijk op de hoofdeilanden ontwikkelden, maar met gelijksoortige eindvormen.
Hij beschreef 50 soorten reptielen. Een reeks reptielen werd naar hem benoemd.

## Overlijden
Ernest Edward Williams overleed in september 1998 op 84-jarige leeftijd.